# 241 D PLM 1 à 145
Les 241 D PLM 1 à 145 sont des locomotives à vapeur de type 241 A 1 à 145 du PLM, prélevées dans la série et modifiées par André Chapelon, à partir de 1932.
En 1938, à la création de la SNCF, ces machines deviendront 5-241 D 1 à  145. 
En 1948, l'effectif comprenait les 48 locomotives 241 D, immatriculées dans la série 5-241 D 1 à  48. 

## Transformations
Ces modifications consistent en :
- réalisation de conduits de communication de forte section, entre les cylindres HP (haute pression) et BP (basse pression).
- montage d'un échappement à double croisillon
- montage d'écrans pare-fumée
- montage d'une nouvelle porte de boite à fumée plate au lieu de celle de forme conique des 241 A  .

## Caractéristiques
Longueur : 16,45 m
Poids adhérent:74 t
Poids à vide: 108 t
Poids en charge: 120 t
Timbre: 16 kg
Surface de grille  : 5 m2
Surface de chauffe : 256 m2
Surface de surchauffe : 114 m2
Diamètre des roues (motrices) : 1 800 mm
Dimensions des cylindres HP (haute pression), alésage x course: 510x650 mm
Dimensions des cylindres BP (basse pression), alésage x course: 720x700 mm
Vitesse maxima:110 km/h